# Kaplica św. Jerzego w Łosince
Kaplica pod wezwaniem św. Jerzego – prawosławna kaplica cmentarna w Łosince. Należy do parafii św. Apostoła Jakuba w Łosince, w dekanacie Narew diecezji warszawsko-bielskiej Polskiego Autokefalicznego Kościoła Prawosławnego.

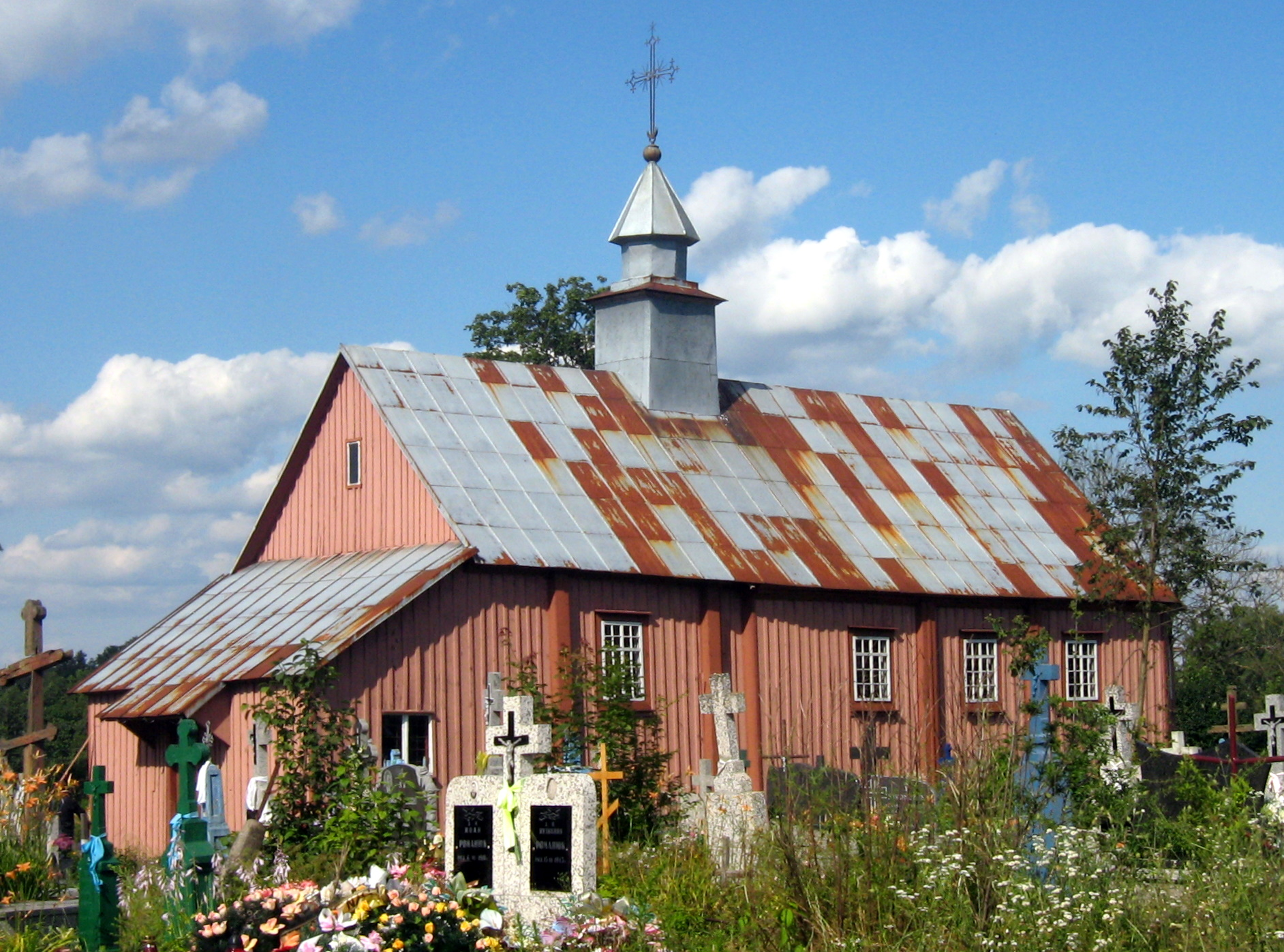
Kaplica w początkach remontu (2009)

Kaplicę wzniesiono w 1779 w centrum wsi (w miejscu obecnej cerkwi parafialnej); przeniesiono na cmentarz przed 1882. Budowla drewniana, o konstrukcji zrębowej, salowa, zamknięta trójbocznie, z dobudowaną w 1883 kruchtą. Nad nawą dach jednokalenicowy z centralnie umiejscowioną wieżyczką (u dołu czworoboczną, wyżej ośmioboczną), zwieńczoną krzyżem.
Świątynia była kilkakrotnie remontowana (m.in. po uszkodzeniach z czasów II wojny światowej). Podczas ostatniego remontu (2009) dachy nad nawą i kruchtą pokryto gontem (w miejsce blachy), a nad wejściem wykonano dwuspadowy daszek z miniaturową wieżyczką zwieńczoną sześcioramiennym krzyżem.
Uroczystość patronalna obchodzona jest 6 maja (według starego stylu 23 kwietnia).
Kaplicę wpisano do rejestru zabytków 7 stycznia 1958 pod nr 100(106).
Cmentarz otaczający kaplicę został założony w XVIII wieku.